# Hyperrechteck

Zweidimensionale Projektion eines vierdimensionalen Hyperrechtecks.

Ein Hyperrechteck oder auch Hyperquader ist in der Geometrie die Verallgemeinerung des Rechtecks und des Quaders auf beliebig viele Dimensionen. Der Hyperwürfel ist ein Spezialfall davon.

## Definition
Ein achsenparalleles Hyperrechteck {\displaystyle R} im {\displaystyle n}-dimensionalen Raum {\displaystyle \mathbb {R} ^{n}} ist das kartesische Produkt von {\displaystyle n} reellen Intervallen {\displaystyle [a_{i},b_{i}]} mit {\displaystyle a_{i}\leq b_{i}} für {\displaystyle i=1,\dotsc ,n}, das heißt
{\displaystyle R=\prod _{i=1}^{n}[a_{i},b_{i}]=[a_{1},b_{1}]\times [a_{2},b_{2}]\times \dotsb \times [a_{n},b_{n}]}.
Im Allgemeinen ist ein Hyperrechteck eine Figur, die kongruent ist mit einem achsenparallelen Hyperrechteck.

## Beispiele
Für {\displaystyle n=1} erhält man so ein Intervall, für {\displaystyle n=2} ein Rechteck und für {\displaystyle n=3} einen Quader.
Für den Spezialfall, dass alle Intervalle gleich dem Einheitsintervall {\displaystyle [0,1]} sind, erhält man den Einheitshyperwürfel
{\displaystyle R=\prod _{i=1}^{n}[0,1]=[0,1]^{n}}.

## Eigenschaften

### Begrenzende Elemente
Jedes {\displaystyle n}-dimensionale Hyperrechteck mit {\displaystyle n\geq 2} hat
- {\displaystyle 2^{n}} Ecken,
- {\displaystyle n2^{n-1}} Kanten, die rechtwinklig aufeinanderstoßen, und
- {\displaystyle 2n} Seitenflächen, die ihrerseits Hyperrechtecke der Dimension {\displaystyle n-1} sind.

Allgemein wird ein {\displaystyle n}-dimensionales Hyperrechteck von
{\displaystyle {\binom {n}{k}}\cdot 2^{n-k}}
Hyperrechtecken der Dimension {\displaystyle k} begrenzt, wobei {\displaystyle k\in \{0,\dotsc ,n-1\}} ist.

### Volumen und Oberfläche
Das Volumen eines Hyperrechtecks {\displaystyle R} beträgt
{\displaystyle \operatorname {vol} (R)=\prod _{i=1}^{n}(b_{i}-a_{i})=(b_{1}-a_{1})\cdot (b_{2}-a_{2})\dotsm (b_{n}-a_{n})}.
Das ist der Ausgangspunkt für die Volumenbestimmung sehr viel allgemeinerer Mengen, wie in der Konstruktion des {\displaystyle n}-dimensionalen Lebesguemaßes in der Maßtheorie deutlich wird. 
Der Oberflächeninhalt beträgt
{\displaystyle \operatorname {vol} (\partial R)=2\sum _{j=1}^{n}\prod _{i=1 \atop i\neq j}^{n}(b_{i}-a_{i})}.